# 安特·雷比奇
安特·雷比奇（Ante Rebić，1993年9月1日—）是一名克罗地亚足球运动员，司职前锋。現效力於克罗地亚足球联赛球會夏德，前克罗地亚国家足球队成員。

## 俱乐部生涯
雷比奇在克罗地亚球队Vinjani接受足球训练，2008年进入伊莫斯基梯队。2010年，在意大利举行的一项青年足球比赛表现出色并被斯普利特买入。 2011年5月21日，他在2010/11赛季克罗地亚甲级联赛最后一轮斯普利特和萨格勒布迪纳摩的比赛下半场替补出场，上演职业生涯首秀并射进扳平比分的一球，最终双方1比1握手言和。 2011年8月，他和斯普利特正式签订一份为期三年的职业合同。 他在2011/12赛季联赛出场20次，射进5球，2012/13赛季联赛出场29次，射进10球。
雷比奇在为斯普利特于2013/14赛季出场4次后，2013年8月28日和意大利足球甲级联赛球队佛罗伦萨签订一份5年的合同。 2013年，他获得克罗地亚希望之星的称号。2014年5月18日，他射进个人在意甲联赛的首个进球，帮助球队2比2战平都灵。
2014年8月3日，雷比奇被租借到德国足球乙级联赛升班马莱比锡RB一个赛季。
2018年6月，法兰克福买断雷比奇。
2019日9月3日，AC米兰足球俱乐部宣布从法兰克福足球俱乐部签下安特·雷比奇。雷比奇以租借形式加盟球队，合同期为两年。
2019-20赛季，雷比奇在各项赛事中为AC米兰出场30次，打进12个进球。
2020年9月13日，AC米兰通过官方网站宣布买断从法兰克福租借来的克罗地亚前锋安特·雷比奇，双方签下了五年的合同。

## 国家队生涯
2013年8月14日，雷比奇在克罗地亚和列支敦士登的友谊赛第63分钟首次代表成年国家队出战。他在第67分钟射进在国家队的首球，最终帮助克罗地亚3比2击败对手。
2018年6月21日，俄羅斯世界盃，預賽對上阿根廷的比賽中，第53分鐘，雷比奇利用阿根廷門將卡巴尼路分球時的失誤，把握住機會，凌空抽射破網，打入克羅埃西亞第一顆進球，最終克羅埃西亞3-0擊敗阿根廷。

## 榮譽

### 球會
AC米蘭
- 意大利足球甲级联赛冠軍：2021-22賽季

### 國家隊
克羅埃西亞
- 國際足協世界盃亞軍：2018年

### 個人
- 布拉尼米爾大公勳章：2018年

## 外部連結
- Soccerway資料庫：安特·雷比奇